# 加龍德比
加龍德比（法語：Derby de la Garonne、法語發音：[døbi də la ɡaʁɔn]）指位於法國新阿基坦大區区府波爾多的波爾多足球俱樂部與奧克西塔尼大區区府圖盧茲的圖盧茲足球俱樂部之間的德比。
比賽期間，波爾多以新波爾多體育場為主場，而圖盧茲以圖盧茲市政球場為主場。

## 概要
由於兩俱樂部所在城市波爾多與圖盧茲皆在加龍河畔，因此兩俱樂部的競賽以加龍德比稱之。自圖盧茲於2001年起從法丙逐漸升級至法甲後，兩隊的競爭力才漸漸趨於一致性。兩俱樂部相距244（152英里），自1946年10月20日起開始首次對決。
在圖盧茲，加龍德比也可以指圖盧茲內布拉尼亞克、图卢兹罗代奥、巴爾馬、圖盧茲方丹各個業餘俱樂部之間的競賽。

## 著名賽事
- 圖盧茲 3–1 波爾多（2007年5月26日）– 該場比賽是2006年至2007年賽季最後一周比賽，圖盧茲在賽後確定以該季第三名獲得2007–08年欧洲冠军联赛第三輪外圍賽資格。[5]
- 波爾多 4–3 圖盧茲（2007年12月2日）– 該場比賽在波爾多前主場沙邦-戴爾馬球場舉行，波爾多在上半場靠著文德尔·热拉尔多（英语：Wendel Geraldo）的2球與阿劳·迪亚拉的1球以3-0領先，然而到了下半場第14分鐘時，圖盧茲前鋒約翰·艾曼達上演帽子戲法，將比數拉回3-3。波爾多的文德爾隨後在比賽結束前4分鐘再進1球，也同樣上演帽子戲法。該場比賽另一著名事蹟是裁判贝特朗·拉耶克（英语：Bertrand Layec）在該場比賽總共發出9張黃牌。[6]

## 歷屆賽果
更新日期：2018年8月19日
|            | 獲勝次數 （波爾多） | 平手 | 獲勝次數 （圖盧茲） | 進球數 （波爾多） | 進球數 （圖盧茲） |
| ---------- | ------------------- | ---- | ------------------- | ----------------- | ----------------- |
| 法甲       | 37                  | 23   | 24                  | 115               | 100               |
| 法國盃     | 1                   | 0    | 0                   | 2                 | 1                 |
| 法國聯賽盃 | 1                   | 0    | 0                   | 3                 | 1                 |
| 總計       | 39                  | 23   | 24                  | 120               | 102               |

## 各隊榮耀
更新日期：2013年5月31日
| 俱樂部 | 法甲 | 法國盃 | 法國聯賽盃 | 法國超級盃 | 歐洲足協圖圖盃 | 總計 |
| ------ | ---- | ------ | ---------- | ---------- | -------------- | ---- |
| 波爾多 | 6    | 4      | 3          | 3          | 1              | 17   |
| 圖盧茲 | 0    | 1      | 0          | 0          | 0              | 1    |

## 外部連結
- （法文） Toulouse FC Official Site （页面存档备份，存于）
- （法文） FC Girondins de Bordeaux Official Site（页面存档备份，存于）